# Campeonato
Campeonato designa uma competição ou sucessão de competições que resultam na seleção de um competidor ou equipe com desempenho comparativamente superior. O vencedor de tal competição é denominado "campeão".
O esporte moderno expressa a competitividade que caracteriza os seres humanos e transforma sua agressividade em manifestações mais civilizadas de comportamento. Desse ponto de vista, esportes como o boxe e outras disputas em que buscam-se aniquilar fisicamente o adversário são resquícios de eras históricas mais primitivas, em que as formas de competição se manifestavam em guerra, tortura e morte.
No entanto, na Idade Média, a agressividade expressava-se às vezes em formas que continham algum ingrediente altruísta, como ocorria com os paladinos que se batiam em defesa dos desvalidos.
Na Itália, estes heróis medievais se chamaram ‘campioni’, palavra tomada do longobardo ‘kamphio’ (cavaleiro que defende outra pessoa), que por sua vez derivava-se do germânico ocidental ‘kamp’ (campo de batalha).
Este vocábulo germânico tem origem latina, pois deriva-se do nome Campo de Marte, onde recebiam instrução militar os soldados romanos de origem germânica.
Desde o século XVI(16), aparece em português o vocábulo ‘campeão’ para designar o cavaleiro que lutava em campo fechado, em defesa de uma causa ou pela honra de alguém e, no século XIX(19), ‘campeonato’, no âmbito dos esportes, designando qualquer certame, torneio ou disputa em que se concede o título de campeão ao vencedor.